# Shin'nosuke Tachibana
Shin'nosuke Tachibana (立花 慎之介 Tachibana Shin'nosuke?,  Gifu, Prefectura de Gifu, 26 de abril de 1978) es un actor de voz japonés, afiliado a Black Ship en donde también se desempeña como co-CEO. Es conocido principalmente por su papel de Tomoe en Kamisama Hajimemashita.

## Carrera
Tachibana se graduó de la Escuela Aojijuku de Tokio en el 18.º semestre. En 2003, debutó como actor de voz como Kyuu en el anime televisivo E's Otherwise . Trabajó en Production Baobab hasta mayo de 2011. Se unió a Axlone en junio de ese mismo año.
El 5 de enero de 2017, un blog informó que Tachibana se había casado con Ao Takahashi.
En 2018, Tachibana dejó Axlone y cofundó la agencia BLACK SHIP con su compañero actor de voz Jun Fukuyama.

## Filmografía

### Anime
- Accel World - Magnet Avatar
- Bakuman  - Tooru Nanamine
- Battle Spirits: Sword Eyes - Justice Tachibana
- Big Order - Yoshitsune Hiiragi
- Blue Lock - Aoshi Tokimitsu
- Bounen no Xamdou - Furuichi Teraoka
- Kuroshitsuji - Soma Asman Kadar
- Bungō to Alchemist: Shinpan no Haguruma - Tōson Shimazaki
- Chousoku Henkei Gyrozetter - Tooma
- Chrome Shelled Regios - Soho
- Cross Fight B-Daman - Basara Kurofuchi
- DD Hokuto no Ken  - Kenshiro
- Fushigiboshi no Futagohime Gyu! - Thomas
- Gakuen Utopia Manabi Straight! -  Takefumi Amamiya
- Ginga e Kickoff!! - Ryuuji Furuya
- Gundam Build Fighters - Nils Nielsen
- Haikyū!! - Morisuke Yaku
- Hitorijime My Hero - Asaya Hasekura
- Idolish7 - Yuki
- IGPX Immortal Grand Prix - Sola
- Inazuma Eleven - Yuuki Tachimukai, Luca, Leonardo Almeida, Raffaele Generani, Michael Jacks y Belzebu
- Itsuka Tenma no Kuro Usagi - Taito Kurogane
- Jewelpet Tinkle  - Yuuma Jinnai
- Kamisama Hajimemashita - Tomoe
- Kiba - Herrick, Gale
- Koi to Uso - Yūsuke Nisaka
- Konbini Kareshi - Mikado Nakajima
- Kuroshitsuji - Soma Asman Kadar
- Majin Bone - Luke
- Makai Ouji: Devils and Realist - Beelzebub
- Makura no Danshi - Yayoi Chigari
- Mamoru-kun ni Megami no Shukufuku wo! - Takayuki Watanabe
- Maoyuu Maou Yuusha - Ratsuwan Kaikei
- Meiji Tokyo Renka -Koizumi Yakumo
- Mekakucity Actors - Shuuya Kano
- Mobile Suit Gundam AGE - Raize, Gren
- Myself ; Yourself - Sana Hidaka
- Nobunaga no Shinobi - Akechi Mitsuhide
- Nobunaga no Shinobi: Ise Kanegasaki-hen - Akechi Mitsuhide
- Number24 - Ikuto Yufu
- Onii-chan no Koto Nanka Zenzen Suki Janain Dakara ne!! - Keiichiro Kishikawa
- Ōshitsu Kyōshi Haine - Maximilian Rosenberg
- Ōsama Game The Animation - Naoya Hashimoto
- Overlord - Peroroncino
- Pokemon Best Wishes! - Yuuto
- Go! Princess Pretty Cure - Príncipe Kanata
- Romeo x Juliet - Benvolio de Frescobaldi
- Sakura Taisen: Kanadegumi -  Francisco Lewes Astorga
- Sekaiichi Hatsukoi - Chiaki Yoshino
- Sekirei - Minato Sahashi
- SKET Dance - Takaki Uchida
- Tight-rope - Naoki Satoya
- Toaru Hikuushi e no Koiuta - Benjamin Sharif
- Tokyo Ghoul - Seidou Takizawa
- Tono to Issho - Kanetsugu Naoe, Nagamasa Azai
- Trick or Alice - Shizuku Minase
- Yamada-kun to 7-nin no Majo - Shinichi Tamaki
- Yumekui Merry - Takateru Akiyanagi
- Zero no Tsukaima F - Vittorio Serevare

### OVAs
- Itsuka Tenma no Kuro Usagi  - Taito Kurogane
- Kamisama Hajimemashita - Tomoe
- Kuroshitsuji - Soma Asman Kadar
- Tight Rope - Naoki Satoya
- Sekaiichi Hatsukoi - Chiaki Yoshino
- Yamada-kun to 7-nin no Majo - Shinichi Tamaki

### CD dramas
- Aigan Shounen (Seiji)
- Ai nara Uruhodo (Fujino Izumi)
- Akaya Akashiya Ayakashino (Yue)
- Alice=Alice (March Hare)
- Cuticle Detective Inaba (Keigo Nozaki)
- Danshi Meiro (Shin Hoshino)
- Di(e)ce (Kazuki Naruse)
- Gisou Renai no Susume (Ryuu Suzukawa)
- Honey Boys Spiral (Shiori Hayasaka)
- Kamisama Hajimemashita (Tomoe)
- Koi Himeyamo (Kei Mizuhara)
- Meshiagare Ai Wo (Yasunaga)
- Otona Keikenchi (Oyama Yumeji)
- Persona 3 (Keisuke Hiraga)
- Colorful5 no Nichijou as Rei Ijuuin
- Colorful5 no Bunkasai as Rei Ijuuin
- Colorful5 no Kessei Hiwa as Rei Ijuuin
- Second Serenade
- Sentimental Garden Lover (Shima - Human)
- Shukan Soine Drama CD (Tomoya)
- Spirits Tea (Master)
- Steal' Series 1: 1st Mission (Hiro Uesato)
- Steal! Series 2: 2nd Mission (Hiro Uesato)
- Steal! Series 3 part 1: Koisuru Valentine (Hiro Uesato)
- Steal! Series 3 part 2: Aisare White Day (Hiro Uesato)
- Trick or Alice (Shizuku Minase/Kuro Usagi)
- Usagigari (Inaba)
- Wakakusa Monogatari ~Kami Hikouki ni Notte~ (Elizabeth "Beth")
- Zenryousei Sakurabayashi Kan Gakuin ～Gothic～
- Ten Count (Tadaomi Shirotani)

### Doblaje
- iCarly (Harry)
- Foster's Home for Imaginary Friends (Dylan)
- Maléfica - Príncipe Felipe

## Música
- En el OVA Sakura Taisen: Kanadegumi interpretó el opening Enbukyoku, Kimi ni junto con Satoshi Hino, Yoshitsugu Matsuoka, Yūki Kaji y Yoshimasa Hosoya.[1]
- Interpreta a Yuki de Re:vale en el juego Idolish7
- Participó del ending True Love del anime Hitorijime my Hero, junto con Tomoaki Maeno, Yoshitsugu Matsuoka y Toshiki Masuda.